# Mas Mitjavila
El Mas Mitjavila és una obra del municipi d'Ogassa (Ripollès) inclosa en l'Inventari del Patrimoni Arquitectònic de Catalunya.

## Descripció
Es tracta d'estructures portants en pedra amb obertures petites posteriorment modificades i cobertes a dues aigües. El carener se situa al bell mig de l'antiga façana principal orientada a migdia. Els forjats són formats per cabirons de fusta i revoltons de guix.

## Història
És una típica masia construïda després del segle xvi, amb diversos volums segons les necessitats d'ús, potser construïda sobre una altra anterior. Al segle xviii va ésser ampliada tenint la inscripció i data sobre la llinda de la porta.
La pallissa, davant l'era, va ésser modificada a finals del segle passat, segons el tipus de material i d'obertures degué ser el mas més important d'Ogassa, tant pel nom com per la seva estructura.